# جی‌وای‌جی
جِی‌وای‌جِی (به انگلیسی: JYJ که قبلاً به عنوان JAEJOONG / YUCHUN / JUNSU در ژاپن شناخته می‌شد) یک گروه سه نفره پاپ، توسط سه نفر از اعضای گروه کره‌ای TVXQ (جه جونگ، یوچون و جونسو) شکل گرفته. نام گروه آن‌ها از حروف اول نام هر یک از اعضای گرفته شده‌است.
فعالیت ژاپنی آن‌ها با آلبوم ... EP The که در نمودار آلبوم‌های Oricon اول شد آغاز شد
دومین آلبوم استودیویی JYJ و اولین آلبوم کره‌ای In Heaven در تاریخ ۲۸ سپتامبر ۲۰۱۱ منتشر شد.

## تاریخچه

### 2009: شکایت از شرکت SM در دادگاه
در اواسط ۲۰۰۹ سه نفر از اعضا که گروه JYJ را بعدها تشکیل دادند در خواستی را مبنی بر بررسی صحت قرارداد خود با Sm Entertainment به دادگاه مرکزی منطقه‌ای سئول ارسال کردند.بر اساس این دادخواست، اعضا اعلام داشتند که قرارداد سیزده ساله بیش از حد طولانیست٫برنامه‌ها بدون تأیید یا اجازهٔ اعضا برگزار می‌شوند٫شرایط قرارداد بدون آگاهی و رضایت آن‌ها تمدید یا تغییر می‌یابد و درامدهای گروه به‌طور عادلانه به اعضا داده نمی‌شود.مجازات فسخ قرارداد : دو برابر میزان درآمد براورد شدهٔ گروه برای اس ام در مدت باقی‌ماندهٔ قرارداد٫به آن‌ها پرداخت خواهد شد.این اخبار برای افت بیش از ۱۰ درصدی سهام اس ام در KOSPI کافی بود. دادگاه مرکزی سئول حکم را به نفع سه عضو صادر کرد. آن‌ها ادعا داشتند که قرار داد غیر منصفانه‌است و حق اعضا به صورت کامل به آن‌ها داده نشده‌است. در جواب٫اس ام طی یک مصاحبهٔ مطبوعاتی بیان کرد که این دادخواست یک کلاه برداری بزرگ است، و این دادخواست در مورد غیر منصفانه بودن و علیه حقوق بشری بودن قرار داد درست نیست و یک کلاه برداری با انگیزه‌است که بخاطر حرص و طمع سه عضو در زمینهٔ تجارت لوازم آرایشی طراحی شده.سه عضو در جواب اعلام کردند که امیدوارند Sm Entertainment به تصمیم دادگاه احترام بگذارد.در پاسخ به دادخواست،۱۲،۰۰۰ طرفدار تی وی ایکس کیو درخواستی را علیه قراردادهای طولانی مدت اس ام امضا کرده و آن را به دادگاه مرکزی سئول ارسال کردند. Cassiopeia -فن کلاب طرفداران تی وی ایکس کیو-نیز درخواستی را مبنی بر لغو کنسرت SM Town بیان داشت، در ابتدا SM و گروه اعلام کردند که کنسرت براساس برنامهٔ تعیین شده اجرا خواهد شد;کنسرت یک هفته قبل از برنامهٔ تنظیم شده کنسل شد.
بعد از اتفاقات Avex شرکت ژاپنی که با TVXQ قرار داد داشت به مدت نیمی از سال فعالیت‌های خود را با JYJ ادامه داد تا اینکه شرکت Avex در سال ۲۰۱۰ پایان کار خود را با گروه JYJ اعلام کرد .

### 2010: شروع با عنوان JYJ ، تور ژاپن و آلبوم The Beginning
این گروه سه نفره در آوریل ۲۰۱۰ توسط Rhythm Zone از Avex گزارش تور ژاپنی JYJ را که شامل دو بخش بازدید از Osaka Dome و Tokyo Dome در ژوئن ۲۰۱۰ و یک تور گسترده کشور در ماه اگوست را اعلام کرد که DVD این کنسرت ۱۱۶٬۰۰۰ نسخه فروخته شد و همچنین آن‌ها در سپتامبر ۲۰۱۰ اولین البوم ژاپنی خود با نام ... The منتشر کرد که در نمودار آلبوم‌های Oricon اول شد و ۱۴۰٬۰۰۰نسخه در اولین هفته بعد از انتشار فروخت . این دو شروع اول شدن در Oricon DVD و نمودار آلبوم‌های آن در یک هفته در پی داشت
در سپتامبر ۲۰۱۰ شرکت Avex تعلیق همه فعالیت‌های ژاپنی JYJ را اعلام کرد . Avex ادعا کرد که ریشه اصلی همه این مشکلات از مدیریت شرکت C-JeSاست و JYJ اظهار داشت این کشمکشی بر سر تقاضای تمدید قرار داد با شرکت Avex است .
گروه اولین آلبوم انگلیسی خود را تحت نظر شرکت Warner Music Asia با نام The Beginning در ۱۲ اکتبر با Kanye West با تک آهنگ "Ayyy Girl" به عنوان اولین آهنگ منتشر کرد . JYJآلبوم جدید خود را از طریق یک تور جهانی در ماه اکتبر و نوامبر در تاریخ‌های معین در کره جنوبی، آسیای جنوب شرقی و آمریکا گسترش داد .دو هفته قبل از انتشار البوم ۵۰۰٬۰۰۰ نسخه از regular edition پیش در خواست و پیش فروش شده بود برای ۹۹٬۹۹۹ نفر و برای special edition از البوم The Beginning 400,000 در خواست وجود داشت
برغم ممنوعیت گروه در بخش سرگرمی کره جنوبی JYJ در KBS Drama Awards اولین اجرای عمومی خود را با آهنگ찾았다 “Found You” (یکی از آهنگ‌های سریال رسوایی سونگ کیونگ وان که توسط یوچون بازی شده بود )داشتند

### 2011: تور جهانی و آلبوم In Heaven

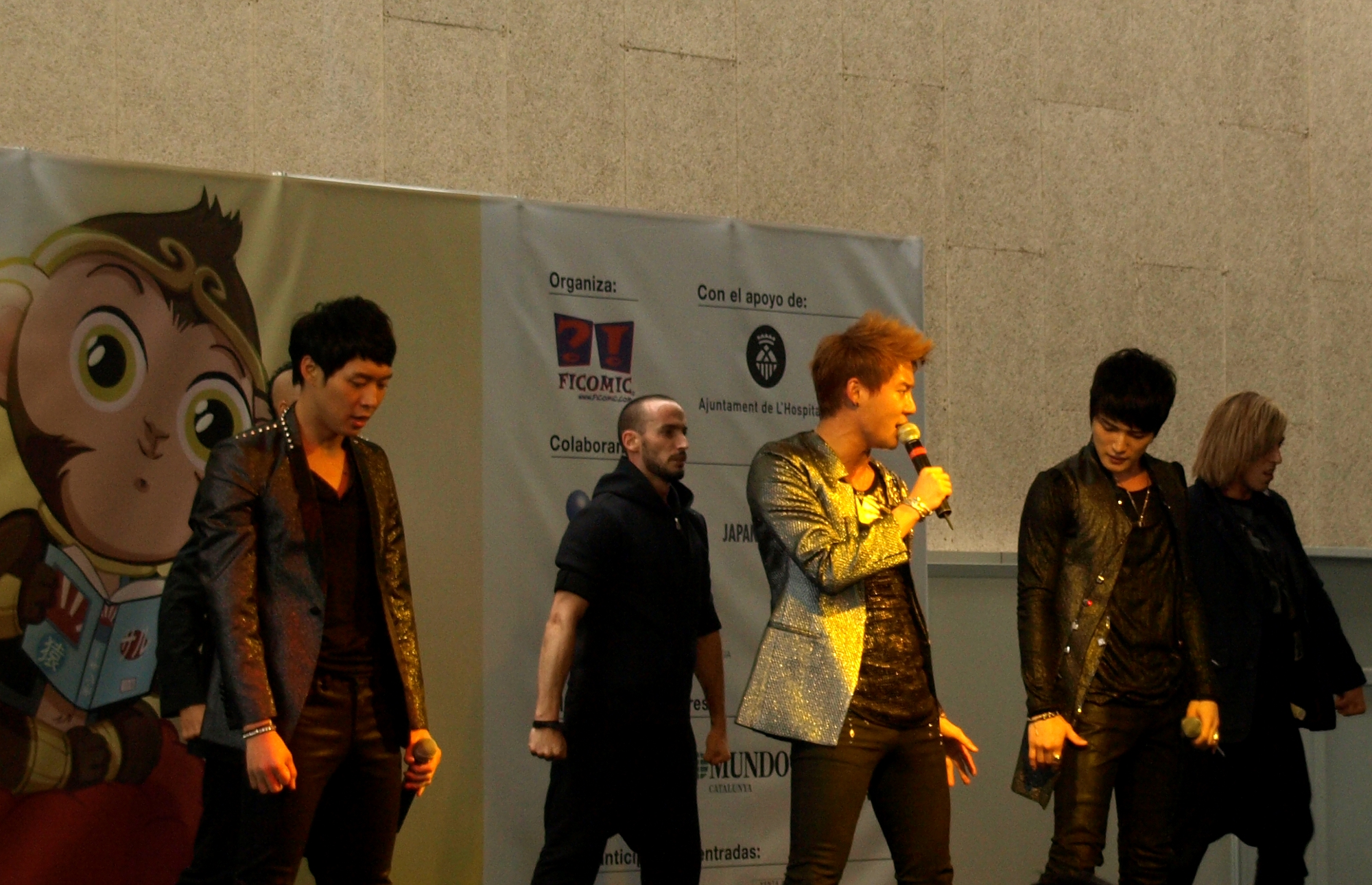
JYJ in Barcelona in 2011

JYJ آلبوم Their Rooms, Our Story را در ۲۵ ژانویه ۲۰۱۰ در قالب یک آلبوم آزمایشی منتشر کرد. با وجود اینکه بیشتر درخواست‌ها برای کتاب بیشتر از CD بود این آلبوم توانست در نمودار Hanteo فروش خوبی داشته باشد .
در بهار سال 2011، JYJ اولین تور خود را در سراسر جهان به عنوان یک گروه با اجرای کنسرت در تایلند، تایوان، چین، کانادا، و ایالات متحده برگزار می‌شد آغاز کرد. علاوه بر این، JYJ در دو دور از یک کنسرت خیریه مخصوص در وسط تور در Toyko به نفع کسانی که تحت تأثیر زلزله توهوکو بودند اجرا کرد . همچنین دو کنسرت مخصوص در کره جنوبی در شهرهای بوسان و گوانگجو داشتند.
در سپتامبر , JYJ دومین آلبوم خود و اولین آلبوم کره‌ای خود را با نام In Heaven منتشر کردند که برای اولین روز، ۰۰۰ ۳۰۰پیش در خواست و آلبوم ۱۶۵٬۰۰۰ نسخه در سه روز اول داشت . در ماه اکتبر در نمودار GAON حدود۰۰۰ ۲۲۰ نسخه فروخت
گروه JYJ کنسرت زنده فراموش نشدنی خود را در ژاپن در ۱۵ و ۱۶ اکتبر را با بیشتر از ۸۴٬۰۰۰ تماشاچی برگزار کردند .آنها برای برگزاری این کنسرت‌ها در Ibaraki Prefecture (یک منطقه که در زلزله توهوکو در ۲۰۱۱ صدمه زیادی دید ) مورد تحسین فراوانی قرار گرفتند .
JYJ فیلمی مستند از زندگی خصوصی خودشان را در قالب یک DVD در پایان سال ۲۰۱۱ منتشر کردند.
در ژانویه 2012، C - JeS، دو قرار کنسرت در سانتیاگو، شیلی و لیما، پرو را به عنوان توقف نهایی برای اولین تور جهانی JYJ را اعلام کرد. آن‌ها اولین گروه کره‌ای خواهند بود که یک کنسرت تکی را در امریکای جنوبی برگزار می‌کنند .

## اعضا
| لقب       | لقب    | نام اصلی   | نام اصلی | تاریخ تولد و سن         | موقعیت                  |
| Romanized | Hangul | Romanized  | Hangul   | تاریخ تولد و سن         | موقعیت                  |
| --------- | ------ | ---------- | -------- | ----------------------- | ----------------------- |
| جیجونگ    | 재중   | کیم جیجونگ | 김재중   | ۲۶ ژانویهٔ ۱۹۸۶ ‏(۳۹ سال) | خواننده اصلی            |
| یوچون     | 유천   | پارک یوچون | 박유천   | ۴ ژوئن ۱۹۸۶ ‏(۳۸ سال)    | خواننده، رَپر            |
| جونسو     | 준수   | کیم جونسو  | 김준수   | ۱۵ دسامبر ۱۹۸۶ ‏(۳۸ سال) | خواننده اصلی، رقاص اصلی |

## امور بشر دوستانه و خدمات اجتماعی

### همکاری‌های عمومی
در آگوست 2011، JYJ به عنوان سفیران خوش نیت سازمان بین‌المللی ایدز منصوب شدند. JYJ و سازمان بین‌المللی ایدز رسانه‌های اجتماعی را برای مبارزه با تبعیض قائل شدن بین بیماران ایدزی به وسیله نام کاربری hashtag #LoveAlways درTwitter راه اندازی کردند.
در نوامبر و دسامبر 2011 JYJ پروژه درخت انبه خود را با همکاری شرکت هایWorld Vision"" و ELLE" " با هدیه دان درخت‌های انبه به عنوان امیدی برای بچه‌های جنوب سودان انجام دادند.JYJ به همراه "پارک یوهوان" و "سونگ جیهو" که با هم در یک کمپانی بودند ویدئوهایی را به زبان‌های کره‌ای، ژاپنی و انگلیسی برای تشویق و بالا بردن آگاهی مردم برای کمک‌های مالی با هدف کاشتن ۲۰۰۰۰درخت انبه قبل از کریسمس در جنوب سودان ضبط کردند. درخت‌های انبه نماد امید، تهیه کردن غذا و آماده کردن مکانی برای پناه است که می‌تواند درس خوبی برای کودکان باشد.

### امور خیریه
JYJ افتتاحیه تور جهانی ۲۰۱۰ خود را با بخشیدن همهٔ سود خود را به شرکت"World Vision International "شروع کردند.این سود به خاطر ۱۱۰۰۰بلیط برای اجراهای افتتاحیه در دانشگاه کره بود که در عرض ۱۵ دقیقه فروخته شده بود.
بلافاصله بعد از زلزله و سونامی در شهر توهوکو ژاپن، JYJ 600.000.000 دلار را به سازمان جمع آوری کمک‌های مالی ژاپن اهدا کردند. JYJاظهار داشتند که می‌خواهند در پاسخ به تمام حمایت‌ها و عشقی که طرفداران ژاپنی به آنها ابراز داشتند دلگرمی و حمایتشان را به آنها نشان بدهند؛انها بیان کردند که امیدوارند این کارها برای طرفدارانشان دلگرمی واقع شده باشد. JYJهمچنین دو دور از کنسرت‌های خود را در۷ ژوئن ۲۰۱۱ در توکیو برای حمایت از افراد آسیب دیده برگزار کردند.
پس از سیل تایلند 2011،JYJ مبلغ ۲۰۰٫۰۰۰٫۰۰۰ را در نوامبر ۲۰۱۱ به سازمان جمع اوری کمک‌های مالی و دفع اثرات سیل به منظور تخیه غذای اضطراری ، آب ،پشه بند و دیگر نیازهای روزانه اهدا کرد.آنها همانند پاسخ خود به زلزله ی توهوکو پیام‌ها و ویدئوهایی برای حمایت از طرفداران تایلندی خود فرستادند.

### خدمات اجتماعی
JYJ به عنوان سفیران افتخاری در پروژه‌های مختلف کره‌ای به عنوان چهره ی کره شرکت داشتند و به همراه کیم یونا،پارک جی سونگ،پارک تائه هوان و ادوارد کوان در 2010 G-20 Seoul summit به عنوان سفیر منصوب شدند.
JYJ در شرکت World OKT_بزرگترین انجمن بین‌المللی رئیس‌های بازرگانی کره_به وسیله رئیس جمهور کره جنوبی "لی میونگ باک" به عنوان سفیران خوش نیت منصوب شدند.آنها همچنین به عنوان سفیر افتخاری در مسابقه جزیره جیجو که در آن جزیره جیجو به عنوان یکی از عجایب هفتگانه جدید جهان انتخاب شد حضور داشتند.
JYJ مدل پروژه "حمایت از اطلاعات شخصی 2011" بود که توسط کمیسیون ارتباطات و امنیت راه اندازی شده بود که به سرعت در پوسترها و تبلیغ‌های رادیو،تلویزیون و سینما پخش شد.
آنها سفیران کمک رسانی به "وزارت آموزش و پرورش" و "علم و تکنولوژی کره جنوبی " برای بهبود بخشیدن به ساختن مدارسی بدون خشونت و زورگیری و فرهنگ آنلاین جوانان بودند.
JYJ همچنین در اولین سالگرد رویای جام آسیا شرکت داشتند که توسط "بنیاد "JS متعلق به هافبک منچستر یونایتد "پارک جی سونگ" راه اندازی شده بود و از محبوبیت گسترده خود در سراسر آسیا برای کمک به تبلیغات برنامه استفاده کردند.درآمد حاصل از این بازی خیرخواهانه را برای کمک به توسعه ورزش و حمایت از بازیکنان جوان در ویتنام اهدا شد. "بنیاد "JS همواره برای گسترش فوتبال جوانان و حمایت از ارسال بازیکنان فوتبال به سراسر آسیا تلاش می کند.به عنوان بخشی از این برنامه JYJ همچنین یک روز را در درمانگاه فوتبال با جوانان ویتنامی و 15 تن دیگر از بازیکنان کره ای و ژاپنی گذراند .کیم جونسو نیز که از علاقه‌مندان به فوتبال و کاپیتان باشگاه بازیگران فوتبالیست با نام "FC Men"است به خوبی در این مسابقه بازی کرد.
در 2 فوریه 2012، اعضای JYJ سفیران افتخاری برای 'اجلاس امنیت هسته ای انتخاب شدند.
در مراسم استقبال از نخست وزیر کیم هوانگ شیک ، که در تالار کنفرانس Coex در سامسونگ - دونگ ، سئول برگزار شد.، سفیر پارک یونگ هیون، بازیگران کودک جی جین هی و وانگ سوک هیون، همچنین با یک پیام ویدیوکنفرانس ویژه بازیگر جانگ گئون سوک حضور داشتند.
این مراسم به افتخار 748 داوطلب که برای راه اندازی موفقیت آمیز نشست امنیت هسته ای کمک کرده بودند برگزار شد .اجلاس رهبران سازمان های بین‌المللی از 50 کشور مختلف جهان به مدت دو روز در تاریخ 26 و 27 ماه مارس 2012 برگزار خواهد شد .

## قرارداد ها
جی وای جی قرارداد داشته‌است با :
- Lotte Duty Free
- LG
- Nature Republic
- NII
- Penzal Q

JYJ در میان ۱۰ نفر از ستارگان کره پرفروشترین آنها در سال ۲۰۱۰ در کره جنوبی بود. همچنین به عنوان سفیران افتخاری برای شرکت برق (KEPCO)در کره جنوبی خدمت کرد.

## ضبط صدا

### آلبوم‌های استودیویی
| سال  | اطلاعات آلبوم                                                                               | موقعیت در اوج نمودار | موقعیت در اوج نمودار | گزارش فروش                                    |
| سال  | اطلاعات آلبوم                                                                               | JPN                  | KOR                  | گزارش فروش                                    |
| ---- | ------------------------------------------------------------------------------------------- | -------------------- | -------------------- | --------------------------------------------- |
| 2010 | The Beginning - منتشر شده در: اکتبر 14, 2010 - زبان: انگلیسی - در قالب: CD, دانلود دیجیتالی | 1                    | 1                    | 291,000+ (کره) 62,000+ (ژاپن) 520,000 (جهانی) |
| 2011 | In Heaven - منتشر شده در: سپتامبر 27, 2011 - زبان: کره ای - در قالب: CD, دانلود دیجیتالی    | 1                    | 1                    | 282,931+ (نسخه ویژه) (کره) 50,000+ (ژاپن)     |
| ۲۰۱۴ | فقط ما - منتشر شده در: ۲۹ ژوئیه، ۲۰۱۴ - زبان: کره‌ای - در قالب: سی‌دی، دانلود دیجیتالی        | ۲                    | ۱                    | ۱۴۶٬۰۳۵ (کره) ۳۰٬۴۸۵ (ژاپن)                   |

## تورها
| #     | Tour                                                                | Dates | Venue |
| ----- | ------------------------------------------------------------------- | --- | --- |
| اولین | Thanksgiving Live in Dome (2010) - To promote The...                | - 05 ژوئن - 06 ژوئن - 12 ژوئن - 13 ژوئن | - اوزاکا(Kyocera Dome) - اوزاکا(Kyocera Dome) - توکیو(توکیو دم) - توکیو(توکیو دم) |
| دومین | The Beginning Showcase World Tour (2010) - To promote The Beginning | - 12 اکتبر - 15 اکتبر - 16 اکتبر - 17 اکتبر - 24 اکتبر - 30 اکتبر - 07 نوامبر - 12 نوامبر - 14 نوامبر - 19 نوامبر                                             | - کره جنوبی(Hwajung University Gymnasium) - تایلند(Impact Challenger 3) - سنگاپور(Singapore Expo Hall 3) - مالزی(Stadium Negara) - هونگ کنگ(HITEC) - تایپه(Nangang Exhibition Center) - شانگهای(Grand Stage) - نیویورک(Hammerstein Ballroom) - لاس وگاس(Planet Hollywood) - لس آنجلس(Galen Center USC) |
| سومین | JYJ World Tour Concert in 2011-2012 - To promote In Heaven          | - 02 آوریل - 03 آوریل - 23 آوریل - 07 می - 20 می - 22 می - 27 می - 03 ژوئن - 11 ژوئن - 12 ژوئن - 26 ژوئن - 29 اکتبر - 06 نوامبر - 09 مارس 2012 - 11 مارس 2012 | - بانکوک، تایلند(Impact Arena) - بانکوک، تایلند(Impact Arena) - تایپه، تایوان(Taipei Dome) - پکن،چین(Capital Gymnasium) - ونکوور BC, کانادا(Rogers Arena) - نیوآرک، نیوجرسی (Prudential Center) - لس آنجلس، کالیفرنیا(L.A. Live) - سن خوزه، کالیفرنیا(The Event Center Arena) - پوسان، کره جنوبی(Sajik Indoor Stadium) - پوسان، کره جنوبی(Sajik Indoor Stadium) - گوانگ جو، کره جنوبی(Yeomju Gymnasium) - بارسلونا، اسپانیا(Poble Espanyol) - برلین، Germany (Tempodrom) - سانتیاگو، شیلی(Teatro Caupolicán) - لیما، پرو(Explanada del Estadio Monumental) |

### موزیک ویدئو
2010 موزیک ویدئوی Ayyy Girl از آلبوم " The Beginning"
2011 موزیک ویدئویIn Heaven از آلبوم " In Heaven"
2011 موزیک ویدئوی "Get Out" از آلبوم " In Heaven"

### همکاری در Ost سریال ها
| سال  | اطلاعات                                                                     | لیست تراک ها |
| ---- | --------------------------------------------------------------------------- | --- |
| 2010 | رسوایی در سونگ کیون کوان OST (성균관 스캔들) - زمان انتشار: 16 سپتامبر 2010 | - "찾았다" (پیدات کردم) - جی وای جی - "خیلی دوست دارم" - جونسو - "너에겐 이별 나에겐 기다림" (برای تو این جداییه، برای من انتظاره) - ججونگ |
| 2011 | خانم ریپلی OST - زمان انتشار: 21 ژوئن 2011                                  | - "너를 위한 빈자리" (جای خالی تو) - Yoochun                                                                                               |
| 2011 | بوی خوش زن OST - زمان انتشار: 5 آگوست 2011                                  | - "تو خیلی زیبایی" - جونسو |
| 2011 | حمایت از رئیس OST (보스를 지켜라) - زمان انتشار: 11 آگوست 2011              | - "지켜줄게" (مواظبت هستم) - ججونگ |
| 2012 | پرنس زیر شیروانی OST - زمان انتشار: 10 می 2012                              | - "사랑이 싫다구요" (من عشق رو دوست ندارم) - جونسو                                                                                         |
| 2012 | دکتر "جین" OST - زمان انتشار: 25 می 2012                                    | - "살아도 꿈인 것처럼" (زندگی شبیه رویا) - ججونگ                                                                                           |

### DVDs
1.(Three Voices (3hree Voices
2.Thanksgiving Live in Dome
3.(Three Voices II (3hree Voices II
4. Come On Over, JYJ Private DVD
5.(JYJ Worldwide Concert in Seoul (Limited Edition

### فیلم ها
- روز: 2012

## جوایز
| سال  | جوایز                                        | Category                         | Nominated Work | Result |
| ---- | -------------------------------------------- | -------------------------------- | -------------- | ------ |
| ۲۰۱۱ | 7th Channel V Thailand Music Video Awards    | Popular Asian Artist             | The Beginning  | برنده  |
| ۲۰۱۱ | KBS Best Icon Award                          | Top Idol Star                    | In Heaven      | برنده  |
| ۲۰۱۱ | So-Loved Awards 2011 (European K-Pop Awards) | بهترین گروه مرد                  | In Heaven      | برنده  |
| ۲۰۱۱ | So-Loved Awards 2011 (European K-Pop Awards) | بهترین موزیک ویدئو ("In Heaven") | In Heaven      | برنده  |
| ۲۰۱۱ | So-Loved Awards 2011 (European K-Pop Awards) | بهترین آلبوم                     | In Heaven      | برنده  |

## لینک‌های مرتبط
- Official site (کره‌ای)
- Official Japanese site[پیوند مرده] (ژاپنی)
- جی‌وای‌جی در فیس‌بوک
- انجمن هواداران JYJ
- انجمن هواداران کی پاپ